# 不代替物
不代替物(拉丁語：res non fungibiles)為交易上注重物之個性，而不能以同種類、品質及數量的其他物代替之物，不替代物並不能作為消費借貸及消費寄託契約的標的物，與代替物相對，如土地、房屋及藝術品等屬之。